# Kristijan Koren
Kristijan Koren (* 25. November 1986 in Postojna) ist ein ehemaliger slowenischer Radrennfahrer.

## Sportliche Laufbahn
Kristijan Koren begann seine Karriere 2005 bei dem slowenischen Continental Team Sava. Bei den Straßen-Radweltmeisterschaften 2006 im österreichischen Salzburg belegte er im Einzelzeitfahren der U23-Fahrer den zehnten Platz. Wenig später gewann er den slowenischen U23-Zeitfahrmeistertitel. Bei den Paths of King Nikola belegte Koren den achten Rang in der Gesamtwertung. Im Jahr darauf errang er den nationalen Zeitfahrtitel der Elite.
2008 entschied Koren zwei Etappen der Vuelta a Cuba, eine Etappe der Istrian Spring Trophy sowie das Rennen La Côte Picarde für sich. Zudem wurde er Militärweltmeister im Straßenrennen. 2009 war er auf einer Etappe des Giro della Regione Friuli Venezia Giulia und auf zwei Etappen Giro Ciclistico d’Italia erfolgreich. Beim  Giro della Valle d’Aosta gewann er eine Etappe sowie gemeinsam mit seinem damaligen Team das Mannschaftszeitfahren des Giro della Valle d’Aosta. 2010 gewann er den Gran Premio Camaiore und 2012 eine Etappe der Slowenien-Rundfahrt. Nach mehreren Jahren ohne größere Erfolge, in den er jährlich große Landesrundfahrten bestritt. 2018 entschied er gemeinsam mit dem Team Bahrain-Merida eine Etappe von Hammer Sportzone Limburg für sich.
Im Rahmen der Ermittlungen der „Operation Aderlass“ rund um den deutschen Sportmediziner Mark Schmidt geriet Koren im Mai 2019 unter Verdacht, gegen die Anti-Doping-Bestimmungen verstoßen zu haben. Im Ergebnis der Ermittlungen konnte ihm Blutdoping in den Jahren 2011 und 2012 nachgewiesen werden, wofür er von der UCI für zwei Jahre gesperrt wurde.
Nach Ablauf seiner Sperre kehrte Koren im Mai 2021 in den Radrennsport zurück. Im Mai 2022 wurde er Mitglied im Team Adria Mobil, einen Monat später gewann er das Straßenrennen bei den slowenischen Meisterschaften. International blieb er ohne nennenswerte Ergebnisse, so dass er nach der Saison 2023 seine Karriere als Radrennfahrer beendete.

## Erfolge
2006
- Slowenischer Meister – Einzelzeitfahren (U23)

2007
- Slowenischer Meister – Einzelzeitfahren

2008
- zwei Etappen Vuelta a Cuba
- eine Etappe Istrian Spring Trophy
- La Côte Picarde
- Militärweltmeister – Straßenrennen

2009
- eine Etappe Giro della Regione Friuli Venezia Giulia
- zwei Etappen Giro Ciclistico d’Italia
- Mannschaftszeitfahren und eine Etappe Giro della Valle d’Aosta

2010
- Gran Premio Camaiore

2012
- eine Etappe Slowenien-Rundfahrt

2018
- eine Etappe Hammer Sportzone Limburg

2022
- Slowenischer Meister – Straßenrennen

## Grand-Tour-Platzierungen
| Grand Tour            | 2010 | 2011 | 2012 | 2013 | 2014 | 2015 | 2016 | 2017 | 2018 | 2019 |
| --------------------- | ---- | ---- | ---- | ---- | ---- | ---- | ---- | ---- | ---- | ---- |
| Giro d’ItaliaGiro     | –    | –    | –    | –    | –    | –    | –    | 128  | –    | DNF  |
| Tour de FranceTour    | 94   | 85   | 98   | 100  | 135  | 69   | 152  | –    | 102  | –    |
| Vuelta a EspañaVuelta | –    | –    | –    | –    | –    | –    | –    | –    | –    | –    |